# Mila Lagcher
Mila Lagcher (Amsterdam, 6 januari 2004) is een voetbalspeelster uit Nederland. Ze speelt als aanvaller voor Telstar.

## Carrière
Lagcher speelde in de jeugd bij ASV Wartburgia. Voorafgaande aan het seizoen 2022/23 maakte Lagcher de overstap naar Telstar.
Op 18 september 2023 maakte Lagcher haar debuut voor Telstar in de Vrouwen Eredivisie in een uitwedstrijd tegen ADO Den Haag door in de 46ste minuut in te vallen voor Anna Ursem.
In de zomer van 2023 werd Lagcher overgeheveld naar de eerste selectie van de Witte Leeuwinnen.
In een uitwedstrijd tegen Fortuna Sittard op 24 november 2023 wist Lagcher haar eerste doelpunt in de Vrouwen Eredivisie te maken.

## Statistieken
| Seizoen | Club    | Competitie | Competitie | Competitie | Beker | Beker | Overig | Overig | Totaal | Totaal |
| Seizoen | Club    | Competitie | Wed.       | Dlp.       | Wed.  | Dlp.  | Wed.   | Dlp.   | Wed.   | Dlp.   |
| ------- | ------- | ---------- | ---------- | ---------- | ----- | ----- | ------ | ------ | ------ | ------ |
| 2022/23 | Telstar | Eredivisie | 10         | 0          | 0     | 0     | 0      | 0      | 10     | 0      |
| 2023/24 | Telstar | Eredivisie | 9          | 1          | 0     | 0     | 0      | 0      | 9      | 1      |
| Totaal  | Totaal  | Totaal     | 19         | 1          | 0     | 0     | 0      | 0      | 19     | 1      |

Bijgewerkt t/m 11 januari 2024.